# Пјан ди Сан Бартоло
Пјан ди Сан Бартоло је насеље у Италији у округу Фиренца, региону Тоскана.
Према процени из 2011. у насељу је живело 591 становника. Насеље се налази на надморској висини од 312 м.